# Педро де Алварадо
Педро де Алварадо Контрерас (познат още като Дон Педро де Алворадо, на испански: Pedro de Alvarado y Contreras) е испански конкистадор, изследовател на Северна Америка, губернатор на Гватемала и Хондурас.
Участва в завладяването на Куба, в изследването на бреговете на п-ов Юкатан и Мексиканския залив, както и в завладяването на Мексико, ръководено от Ернан Кортес. Освен с военните умения, става известен и с жестокостта и масовите убийства спрямо местните народи в Мексико при испанската колонизация на Америка

## Биография
Роден е около 1486 година в Бадахос, регион Естремадура, Испания. През 1511 г. Педро, заедно с всичките си по-малки братя и чичо си, се премества в Куба, където започва да се занимава със земеделие.
През 1518 г. участва като капитан на кораб в експедицията на Хуан Диас де Грихалва.
През 1519 – 1521 г. придружава Ернан Кортес като главен лейтенант в завладяването на Мексико, а през 1522 – 1523 участва в експедицията на Гонсало Сандовал в покоряването на Южно Мексико.
На 25 юли 1524 г. по поръчение на Кортес със 120 конници и 300 войници тръгва на завоевателен поход към Гватемала. Открива провлака Теуантепек (ширина около 200 км) и тихоокеанското крайбрежие на Централна Америка на югоизток от провлака до залива Фонсека (13°10′ с. ш. 87°40′ з. д. / 13.166667° с. ш. 87.666667° з. д.), в т.ч. високопланинската област Чиапас (в Югоизточно Мексико) и планинската южна област на Гватемала. Същата година основава град Антигуа Гватемала.
През 1525 г. завлядява днешните територии на Салвадор и основава град Сан Салвадор. През 1527 г. Алварадо е назначен за губернатор на Гватемала, а от 1532 до смъртта си е и губернатор на Хондурас.
През 1534 г. до Алварадо стигат слуховете за богатата империя на инките в Южна Америка. Той се опитва да се включи в завладяването на страната със свои хора и кораби, но е изпреварен от Франсиско Писаро и е принуден да се оттегли. След това продължава да налага жестоки мерки при потушаване на недоволството на индианците в поверените му територии, като при набег на испанците в индианско селище е премазан от ранен кон и умира няколко дни по-късно на 4 юли 1541 година в Гуадалахара.